# 伊賀市立上野南中学校
伊賀市立上野南中学校（いがしりつうえのみなみちゅうがっこう）は、三重県伊賀市森寺にある公立中学校。

## 方針
校訓
「自立・創造」
目指す生徒像
- 生命と人権尊重の精神に徹した生徒
- 意欲的に学び、仲間とともに高め合う生徒
- 夢や希望を持って将来の生き方を考える生徒

## 沿革
伊賀市立成和中学校と伊賀市立丸山中学校が合併し、2011年4月に開校した。

## 学校行事
| - 4月 春休み 入学式 みえスタディ・チェック - 5月 体育祭 1学期中間テスト 田んぼアート(田植え) - 6月 修学旅行 1学期期末テスト | - 7月 夏休み - 8月 夏休み - 9月 | - 10月 2学期中間テスト - 11月 文化祭 田んぼアート(稲刈り) 2学期期末テスト - 12月 冬休み | - 1月 冬休み 3年学年末テスト - 2月 1・2年学年末テスト - 3月 卒業式 春休み |

## 生徒会・委員会活動
生徒会
- 生徒会執行部
- 選挙管理委員会
- 代議員会
- 室長会

委員会
- 広報委員会
- 図書委員会
- 生活委員会
- 環境委員会
- 給食委員会
- 保健委員会

## 部活動
文化部
- コンピュータ部
- 美術部

運動部
- サッカー部
- 軟式野球部
- ソフトテニス部
- 卓球部
- バスケットボール部(男子のみ)
- バレーボール部(女子のみ)

## 通学区域
旧上野市域の内、旧名賀郡域と旧花之木村を合わせた地域。

## 進学前小学校
- 伊賀市立依那古小学校
- 伊賀市立神戸小学校
- 伊賀市立成和東小学校
- 伊賀市立成和西小学校